# Cheeky for a Reason
Cheeky for a Reason è il quarto album in studio del gruppo musicale indie rock scozzese The View, pubblicato nel 2012.

## Tracce
1. How Long – 2:54
2. AB (We Need Treatment) – 3:08
3. Hold On Now – 4:25
4. Anfield Row – 3:45
5. Bullet – 3:04
6. Bunker (Solid Ground) – 3:40
7. The Clock – 4:38
8. Piano Interlude – 0:11
9. Hole in the Bed – 3:45
10. Sour Little Sweetie – 3:41
11. Lean On My World – 3:36
12. Tacky Tattoo – 4:35